# Севастополь (округ Невада, Каліфорнія)
Севастополь (англ. Sebastopol) — історичне шахтарське поселення, розташоване на хребті Сан-Хуан, приблизно за 13 миль на північ від міста Невада. Він лежав на півдорозі між Світлендом і Північним Сан-Хуаном, навколо перехрестя сучасних Світленду та Шкіл-роуд, на висоті приблизно 2000 футів.

## Рання історія
Севастополь був названий у 1854 році на честь міста Севастополь, яке перебувало в облозі під час Кримської війни. На той час воно складалося з трьох будинків. Якщо воно мало попередню назву, вона не відображається в історичному записі. Розташоване між двома великими містами, Світлендом в 1 милі на південь і Північним Сан-Хуаном в 1 милі на північ, воно ніколи не мало комерційних установ. Натомість, як каже один історик, він «повністю складалося з резиденцій власників американських копалень і копалень Голд-Блафф на Джанкшн-Блафф і Манзаніта-Гіллз». Один спостерігач описав поселення так: «Приємна маленька долина — це та, в якій лежить село Севастополь — приємне через культивовану зелень навколишнього ландшафту та кілька білих котеджів, які складають непоказне село. Найпривабливіше об'єкт, який мандрівник бачить у Севастополі, — це великий сад і фруктовий сад Ендрю Гартмана…»
У ньому, принаймні деякий час, був магазин, салон, м'ясниця, лісопилка, пансіонат і готель. Той факт, що багато з цих закладів були продані на розпродажах констебля для погашення боргів, свідчить про те, що комерційним установам у Севастополі було важко конкурувати з більшими сусідніми містами. За переписом 1880 року проживало 165 жителів. Проте того ж року один історик відкинув його як «невелике містечко для проживання… шахтарів, які працюють на пагорбі Манзаніта. Раніше тут був магазин, а зараз є лише кілька житлових будинків і пансіон».
У Севастополя був власний шкільний округ і першокласна школа. Шкільний округ був створений у 1872 році, його 44 учні раніше ходили до школи в Північному Сан-Хуані. Шкільний будинок було зведено завдяки «ліберальності та громадському духу мешканців…, який не перевершив жоден район в окрузі. Вони збудували будівлю, яка б зробила честь місту з вчетверо більшим населенням, за 2300 доларів. Вони встановили дзвін вартістю 250 доларів, а також оплатили інші витрати, включаючи роботу з облаштування території, посадку дерев і т. д., і все це за рахунок податків і добровільних пожертвувань. Будівля є зразком у своєму роді: міцно збудована, гарно оздоблена і добре мебльована».
У Севастополі вже в 1857 році була церква, Шахтарська церква. Він обслуговувався всіма основними експресними лініями, включаючи «Піонерський експрес» Ленгтона, який курсував до Даунівілля, Мерісвілля, Невада-Сіті та Вірджинія-Сіті, а також до міст між ними, і лінію Дорніна, пізніше Меннера, яка часто курсувала між Північним Сан-Хуаном і Френч-Коррал.

## Видобуток
Севастополь був розташований у дуже багатому шахтарському районі, названому однією газетою як «знамениті Севастопольські копальні». Одним з перших піонерів гірничодобувної справи, який, можливо, і придумав назву «Світленд», був Лемюель Маккібі, який прибув до міста у 1853 році. Його мемуари містять цікаву розповідь про видобуток корисних копалин у Севастополі до того, як з'явилися великі водяні канави, що призвели до широкомасштабного гідравлічного видобутку корисних копалин. Його ділянка, яка спочатку називалася «Копальня Маккібі», стала однією з головних копалень у цьому районі — «Голд Блафф Компані».
Провідна шахта, що належить Американській гірничій компанії, відкрита в 1852 році. Вона знаходилася на захід від Севастополя, над річкою Середня Юба. Описана як «знаменита гідравлічна копальня», вона була однією з перших шахт, які все частіше вдавалися до гідравлічного видобутку, оскільки канави приносили достатню кількість води. Перша велика канава, Шахтарська канава, з'явилася в 1856 році. У 1870 році Американська гірничодобувна компанія виступила головним замовником будівництва канави Еврика, яка подавала воду з верхів'їв Середньої Юби до Севастополя. Ця канава значно збільшила постачання води і знизила її вартість. До 1871 року Американська шахта промила 6 000 000 ярдів³ гравію, що принесло 1 000 000 доларів золота.
Навіть коли видобуток процвітав, одна газета зазначила, що жителі Севастополя «перестали покладатися лише на видобуток шахт, про що свідчить безліч красивих котеджів і оброблених полів». Помітними були фруктові сади.

## Занепад
Після того як суддя Сойєр наказав скидати гідравлічне сміття в річку Юба або її притоки, гідравлічний видобуток швидко припинився. Були спроби дослідити видобуток кварцу та періодичні звіти про відкриття багатообіцяючих кварцових уступів, але місто так і не відновило свого колишнього процвітання. Люди почали виїжджати, часто продаючи за безцінь. Пан Шмідт продав свій будинок, сарай і майно в Севастополі «за величезну суму в 22 долари». Рішення Сойєра у справі про завали зробило міську власність дуже дешевою. Одним із свідчень зменшення кількості населення є те, що в школі, яка мала 39 учнів у 1884 році, у 1888 році навчалося лише 24.
У 1894 році Спілка повідомляла про «старе і напівзруйноване місто Севастополь. Сьогодні Севастополь „мертвий“, і, дивлячись на деякі розбиті та вкриті мохом дахи, він нагадує про старі добрі часи, коли гідравлічний видобуток корисних копалин йшов повним ходом, а гуркіт монітора розносив солодку музику по всіх містечках Кряжу». Через два роки Союз був ще менш доброзичливим: «Мандрівник навряд чи повірить, що за часів гідравлічного видобутку корисних копалин це було квітуче містечко, а багато будинків, в яких тоді мешкали люди, зараз напівзруйновані. Навіть стара церква, яка все ще є молитовним будинком, виглядає зношеною, а її дах подекуди вкритий мохом».

## Сьогодення
Сьогодні там, де колись процвітав Севастополь, є кілька сільських садиб і ранчо. Ніяких видимих ознак міста не залишилося.